# Fjoralb Deliaj
Fjoralb Deliaj (ur. 4 kwietnia 1997 we Wlorze) – albański piłkarz, grający na pozycji pomocnika lub obrońcy. W sezonie 2021/2022 zawodnik FC Laberii.

## Kariera klubowa
Wychowywał się we Flamurtari, do czasu, aż w 2015 roku trafił do akademii KFu Tirana.
Do pierwszego zespołu przebił się w 2016 roku. W pierwszej drużynie zadebiutował 13 marca 2016 roku w meczu przeciwko KFowi Vllaznia, przegranym 3:1. Deliaj grał ostatnie 29 minut. Z Tiraną wygrał krajowy puchar, ponadto grał w eliminacjach do Ligi Europy. Łącznie w Tiranie zagrał w 17 meczach (10 ligowych).
6 września 2017 roku powrócił do Flamurtari. Zadebiutował tam 22 grudnia 2017 roku w meczu przeciwko KSowi Kamza, wygranym 0:3. Deliaj grał ostatnie 11 minut. Pierwszą asystę zaliczył 14 września 2019 roku w meczu przeciwko FC Luftëtari, przegranym 2:1. Asystował przy golu w 72. minucie. Łącznie we Flamurtari rozegrał 47 ligowych meczów, zaliczając jedną asystę.
10 stycznia 2020 roku wyjechał za granicę, przenosząc się do FK Struga. Zadebiutował tam 23 lutego 2020 roku w meczu przeciwko FK Renowa, przegranym 2:0, grając cały mecz. Łącznie w Macedonii Północnej zagrał 3 mecze.
24 sierpnia 2020 roku wrócił do ojczyzny, zostając zawodnikiem KSu Kastrioti. W tej drużynie zadebiutował 5 grudnia 2020 roku w meczu przeciwko KSowi Teuta, zremisowanym 1:1. Fjoralb Deliaj wszedł na ostatnią minutę. Łącznie w Kastrioti zagrał w 24 ligowych meczach.
1 lipca 2021 roku został zawodnikiem FC Laberii.
W swojej karierze zagrał 81 meczów w Kategorii Superiore.